# Charmanli

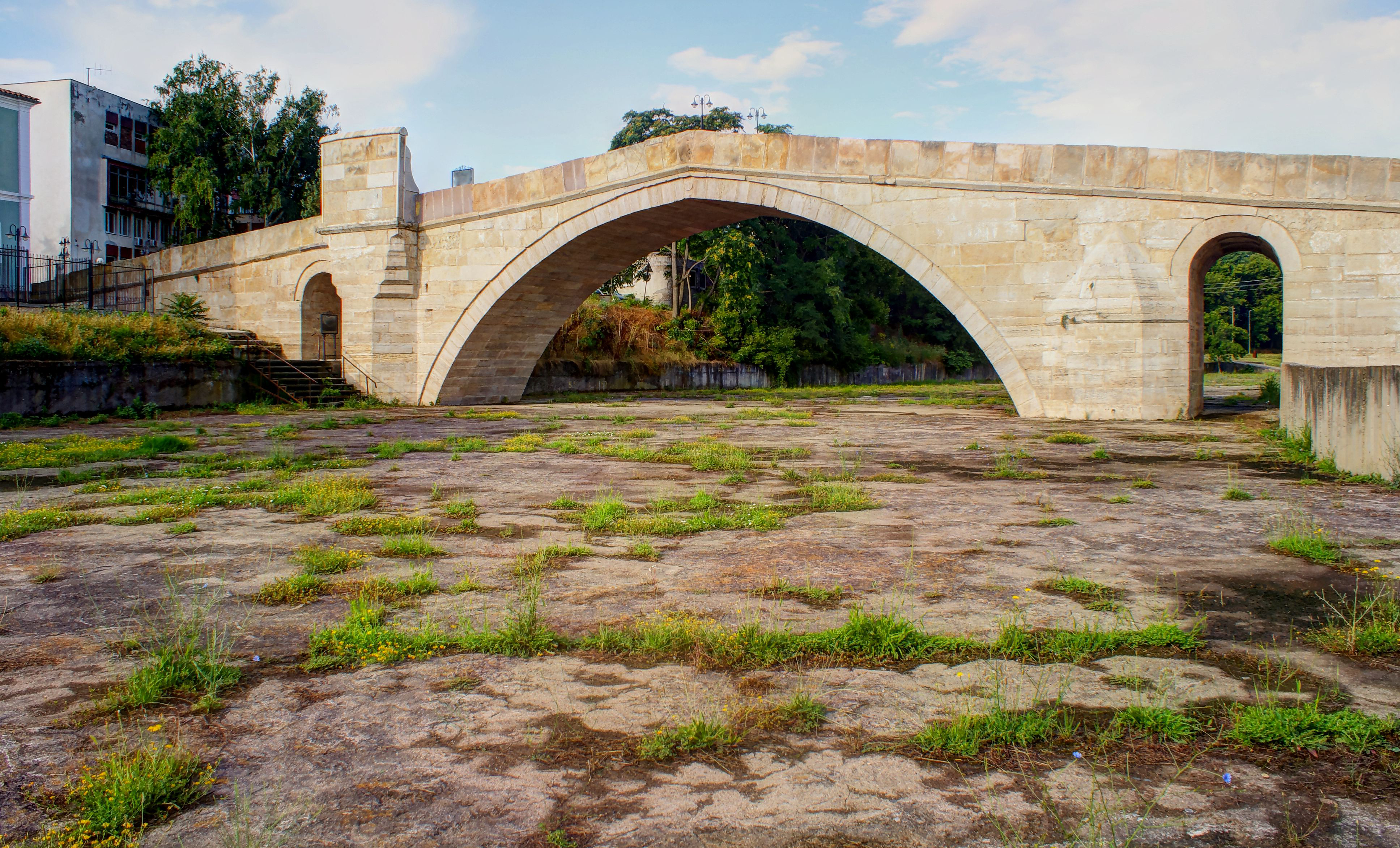
Zabytkowy Gyrbaw most z XVI wieku

Charmanli (bułg. Харманли) – miasto w południowej Bułgarii, w obwodzie Chaskowo, siedziba administracyjna gminy Charmanli. 
Odległe o 33 km na wschód od Chaskowa i położone nad ujściem rzeki Charmanlijskiej do Maricy miasto znajduje się na trasie europejskiej drogi .
Według danych bułgarskiego Narodowego Instytutu Statystycznego w 2011 r. liczyło 18429 mieszkańców. 
W Charmanli rozwinął się przemysł włókienniczy, spożywczy, drzewny oraz ceramiczny. Znaczenie dla miejscowej gospodarki mają też okoliczne uprawy rolnicze: bawełny, morwy (dla hodowli jedwabników) i tytoniu.

## Postacie związane z miastem
- Żiwko Garwanow – aktor
- Ani Kaczulewa – aktywistka filmowa
- Dełczo Kocew – rewolucjonista
- Jordanka Kuzmanowa – aktorka
- Petyr Londew – kompozytor
- Atanas Margaritow – dyrygent
- Dimityr Maraszliew – piłkarz
- Michaił Mutafow – aktor
- Pepa Nikołowa – aktorka
- Miłko Petkow – lekarz i skrzypek
- Artin Poturlan – kompozytor
- Genczo Stoew – pisarz